# 千葉県立流山高等学校
千葉県立流山高等学校（ちばけんりつ ながれやまこうとうがっこう）は、千葉県流山市東初石二丁目にある公立高等学校。通称は「流高」（）。
園芸科は定員120名、商業科・情報処理科はそれぞれ定員40名である。学校の敷地の約半分は園芸科が使用する農場である。

## 特徴

### 園芸科（園芸コース・生活科学コース）
農業や、造園、フラワーデザインなどを主に学ぶ。
- 主な取得資格
  - 農業検定
  - 全商簿記検定
  - 全商情報処理検定
  - 小型ボイラー取扱者
  - 造園技能士
  - アーク溶接
  - ガス溶接
  - 日商販売士検定
  - 造園技能士
  - フォークリフト運転者

### 商業科・情報処理科
簿記や、経営、プログラミングなどを主に学ぶ。
- 主な取得資格
  - 全商情報処理検定（プログラミング部門、ビジネス情報部門）
  - 全商簿記実務検定
  - 全商ビジネス文書実務検定
  - 全商珠算・電卓実務検定（珠算、電卓）
  - 全商英語検定
  - 全商会計実務検定
  - 全商商業経済検定
  - 実用英語技能検定
  - 日商販売士検定
  - 日商簿記検定
  - 基本情報技術者試験
  - ITパスポート試験

## 主な学区
普通科を持たない高校で、千葉県全域を学区とする。
また、隣接県協定による特例として、隣接する茨城県と埼玉県の一部地域からも出願可能である。

## 教育方針
- 新しい学力観に基づく教育の推進
- 自主的・自発的な学習意欲の向上に努める
- 勤労愛好の精神を養い、旺盛な責任感を培う
- 道徳観念の高揚と豊かな情操を養う
- 創造的意欲を啓発する

## 交通
- 東武野田線初石駅から徒歩8分

## 学校行事
- 体育祭 - 9月下旬
- 流高祭（文化祭） - 11月
- 収穫祭・進路体験学習 - 12月[2]
- 球技祭 - 7月
- 修学旅行（2年生） - 10月

## 沿革
- 1967年1月1日 - 千葉県立東葛飾高等学校流山校舎として開校（園芸科）
- 1968年4月1日 - 生活科設置
- 1969年4月1日 - 千葉県立流山高等学校となる。事務科、営業科を設置
- 1970年1月21日 - 校歌制定
- 1970年3月6日 - 校旗制定
- 1989年4月1日 - 情報処理科設置、営業科募集停止
- 1993年4月1日 - 会計科設置、事務科募集停止
- 1996年4月1日 - 生活科学科設置、生活科募集停止
- 2018年4月1日 - 商業科設置、会計科、生活科学科募集停止

## 施設・設備
校舎は、本館と新館の2棟に分かれ、昇降口がある東側の本館に各クラスの教室及び職員室・事務室・会議室・印刷室・パソコン室（Windows10）などがある。千葉県立柏特別支援学校流山分教室もこの棟の二階に位置する。
連絡通路を通り西側の新館にはパソコン室（Windows10）や、食品加工室、調理室、福祉実習関連等の専門教室が存在する。また、宿泊室として桃青館と呼ばれるセミナーハウスや、トレーニング場、武道場、ボクシング場などがある。農場には農場管理室の他、ボイラー室や重機を収める小屋などがある。
また、柏市中十余二に果樹園があり、主に園芸科果樹専攻の生徒が使用する。

## 部活動
- 硬式野球部
- ソフトボール部
- ボクシング部
- サッカー部
- テニス部
- バスケットボール部
- バレーボール部
- 剣道部
- バドミントン部
- 卓球部
- 陸上 部
- 合気道部
- 簿記珠算部
- 勉強・資格部
- 情報処理部
- 書道部 (休止中)
- 草花園芸部 (休止中)
- 演劇部
- 写真部
- 茶道部
- 華道部
- ブラスバンド部
- 食品加工部
- イラスト部

## 著名な卒業生
- 田中幸雄（プロ野球選手）